# Jürgen Croy
Jürgen Croy [jirgen kroj] (* 19. října 1946 Cvikov) je bývalý východoněmecký fotbalový brankář, reprezentant Východního Německa (NDR) a fotbalový trenér. Je považován za jednoho z nejlepších brankářů v historii NDR, s jejíž reprezentací získal olympijské zlato.

## Hráčská kariéra
Začínal v menším cvikovském klubu Aktivist Karl Marx. Od roku 1963 až do konce hráčské kariéry v roce 1981 byl hráčem Motoru Cvikov (od roku 1968 jako Sachsenring Cvikov), kde se stal jednou z legend klubu. S mužstvem dvakrát vyhrál východoněmecký pohár (1966/67 a 1974/75), ve východoněmecké lize se s ním umístil nejlépe na 3. místě (1966/67). Velkým úspěchem bylo rovněž semifinále Poháru vítězů pohárů v sezoně 1975/76.
Je držitelem dvou olympijských medailí (1972 bronz, 1976 zlato), třikrát se stal východoněmeckým fotbalistou roku (1972, 1976 a 1978) a roku 1989 byl zvolen nejlepším fotbalistou ve čtyřicetileté historii NDR (1949–1989).

### Reprezentace
V reprezentačním A-mužstvu NDR odehrál celkem 86 utkání uznávaných FIFA, což jej řadí historicky na 1. místo mezi brankáři a 3. místo celkově (1. Joachim Streich 98, 2. Hans-Jürgen Dörner 96). Debutoval 17. května 1967 v Helsingborgu proti domácímu Švédsku (výhra 1:0), naposled reprezentoval 19. května 1981 v Senftenbergu proti Kubě (výhra 5:0).
Střežil branku i v památném zápase na Mistrovství světa ve fotbale 1974, v němž Východní Německo porazilo pozdější mistry světa ze Západního Německa 1:0 (jedinou branku vstřelil Jürgen Sparwasser). Jednalo se o jediné střetnutí reprezentačních A-mužstev těchto zemí v historii.

### Evropské poháry
V evropských pohárech odehrál 10 utkání v Poháru vítězů pohárů (1967/68: 2 starty/0 branek, 1975/76: 8/0).

### Prvoligová bilance
| Ročník          | Zápasy | Góly | Minuty | Nuly | Klub               |
| --------------- | ------ | ---- | ------ | ---- | ------------------ |
| I. liga 1965/66 | 24     | 0    | 2 160  | 7    | Motor Cvikov       |
| I. liga 1966/67 | 26     | 0    | 2 340  | 8    | Motor Cvikov       |
| I. liga 1967/68 | 25     | 0    | 2 237  | 8    | Motor Cvikov       |
| I. liga 1968/69 | 26     | 0    | 2 340  | 13   | Sachsenring Cvikov |
| I. liga 1969/70 | 24     | 0    | 2 160  | 9    | Sachsenring Cvikov |
| I. liga 1970/71 | 25     | 0    | 2 250  | 8    | Sachsenring Cvikov |
| I. liga 1971/72 | 25     | 0    | 2 250  | 12   | Sachsenring Cvikov |
| I. liga 1972/73 | 10     | 0    | 776    | 4    | Sachsenring Cvikov |
| I. liga 1973/74 | 24     | 0    | 2 160  | 6    | Sachsenring Cvikov |
| I. liga 1974/75 | 26     | 0    | 2 340  | 7    | Sachsenring Cvikov |
| I. liga 1975/76 | 25     | 0    | 2 250  | 6    | Sachsenring Cvikov |
| I. liga 1976/77 | 23     | 0    | 2 070  | 6    | Sachsenring Cvikov |
| I. liga 1977/78 | 25     | 0    | 2 239  | 10   | Sachsenring Cvikov |
| I. liga 1978/79 | 13     | 0    | 1 170  | 3    | Sachsenring Cvikov |
| I. liga 1979/80 | 25     | 0    | 2 205  | 8    | Sachsenring Cvikov |
| I. liga 1980/81 | 26     | 0    | 2 340  | 6    | Sachsenring Cvikov |
| CELKEM I. LIGA  | 372    | 0    | 33 387 | 121  |                    |

## Trenérská kariéra
Po skončení hráčské kariéry se stal trenérem, v letech 1984–1988 vedl Sachsenring Cvikov ve východoněmecké lize.